# Statssekreterare
Statssekreterare är en titel som används i olika länder för vanligen höga befattningar inom en statsförvaltning.

## Statssekreterare i olika länder

### Finland
Statssekreteraren (finska: valtiosihteeri) är den högsta befattningshavaren vid Finansministeriet, Utrikesministeriet och Statsrådets kansli. Som ämbetsman motsvarar vederbörande de andra ministeriernas kanslichef. Dessutom finns politiskt tillsatta statssekreterare som är specialmedarbetare till ministrar och deras ställföreträdare vid särskilda uppdrag. Statssekreterarna utnämns av Statsrådet.

### Norge
I Norge finns en direkt motsvarighet till de svenska statssekreterarna, med samma funktion. Deras funktion grundlagsregleras i grundlagens § 14 

### Storbritannien
Statssekreterare (Secretary of State) är den formella titeln för de flesta högre fackministrarna som ingår kabinettet. Exempelvis är försvarsministerns engelskspråkiga formella titel Secretary of State for Defence (mer informellt kallad för Defence Secretary) och inrikesministern Secretary of State for the Home Department (informellt, Home Secretary).

### Sverige
Statssekreterare är sedan år 1629 en titel som har använts för befattningshavare i den högsta statsförvaltningen (Kunglig Majestäts kansli, regeringskansliet) i Sverige. Idag är statssekreterare titeln för den eller de högsta chefstjänstemännen i departementen (inom utrikesdepartementet kallas statssekreteraren hos utrikesministern för kabinettssekreterare). Idag är statssekreterarna politiskt tillsatta, men tidigare var statssekreterarna i stor utsträckning opolitiska.

#### Fram till 1713
Titeln ”sekreterare” användes under Sturarnas tid (1470-1520) ibland om riksföreståndarens kansler, men under Gustav Vasas tid var kanslern och sekreteraren skilda personer, och då började titeln ”sekreterare” användas för att beteckna en högre rang för vissa av kansliets ”skrivare”. Av dessa sekreterare fick från 1629 två stycken titeln ”statssekreterare” (latin: secretarii status) och dessa fick därigenom högre rang än de övriga sekreterarna. Genom 1634 års regeringsform gjordes statssekreteraren till bisittare i kansliets ledande och beslutande avdelning: kanslikollegium.
Enligt 1661 års kansliordning skulle statssekreterarna normalt vara två och fungera som biträden åt kansliråden. Den ene skulle ha hand om alla inrikesärenden och ärenden som rörde Danmark och den andre ärenden rörande andra främmande länder. Meningen var att de bara skulle bereda ärendena inför föredragningen inför regeringen (kungen och riksrådet) och sedan ombesörja deras expedierande. Arbetet med beredningen av ärendena innebar dock att statssekreterarna fick en betydande fackkunskap i regeringsärendena, vilket gjorde att statssekreterarna kom att få inflytande även på ärendenas avgörande. För kungarna kunde det därför vara frestande att förbigå riksråden och direkt anlita statssekreterarnas hjälp. Konkurrensen mellan riksrådet och statssekreterarna har därför spelat en viktig roll i vår historia.
Efter rådsväldets fall under Karl XI fick statssekreterarna tjänstgöra som verkliga ministrar, men utan att deras ställning som sådana organiserades och dessutom i konkurrens med andra kungliga förtroendemän. Karl XII gav emellertid de båda statssekreterarna (och kansliråden) Carl Piper och Thomas Polus en officiell ministerställning, då han 1697 gjorde dem till medlemmar av kungliga rådet med titeln ”statsråd”. (Polus avled 1708 och Piper hamnade i rysk fångenskap 1709.)

#### Statsexpeditionerna etableras
Genom 1713 års kansliordning upprättades för första gången regeringsdepartement: tre inrikes statsexpeditioner (kammarexpeditionen, krigsexpeditionen och handelsexpeditionen) och två utrikes (första utrikesexpeditionen och tyska utrikesexpeditionen). I spetsen för dessa ställdes var sitt ombudsråd, var och en med en statssekreterare som biträde. Statssekreterarna förlorade sin plats i kanslikollegium. Denna organisationsmodell avskaffades dock redan 1719.
År 1719 reducerades antalet statsexpeditioner till tre: utrikesexpeditionen, krigsexpeditionen och inrikes civilexpeditionen. Chef för varje statsexpedition var en statssekreterare. De hade inte plats i riksrådet, utan utgjorde endast beredande, föredragande, kontrasignerande och expedierande kansliämbetsmän. Statssekreterarna fick nu åter säte och stämma i kanslikollegium. Bristen på fackministrar i riksrådet blev dock en svaghet i frihetstidens statsskick och avhjälptes inte genom 1772 års regeringsform. Till följd av detta (och även på grund av sin misstro mot riksrådet) använde Gustav III ofta statssekreterare som (icke officiella) ministrar. Sedan riksrådet genom förenings- och säkerhetsakten 1789 hade avskaffats blev detta regeringssätt än mer institutionaliserat. År 1773 inrättades handels- och finansexpeditionen, varigenom antalet statssekreterare ökade till fyra. (Den år 1789 inrättade ecklesiastikexpeditionens chef Olof Wallquist hade inte titeln statssekreterare.) Statssekreteraren för utrikesärendena förlorade i betydelse genom inrättandet av Presidentkontoret, varigenom en viktig del av hans dittillsvarande åligganden överflyttades till presidentsekreteraren, efter 1791 kallad kabinettssekreterare. Under den följande gustavianska tiden var detta statssekretariat tidtals obesatt, och enligt 1801 års kansliordning kunde chefskapet för utrikesexpeditionen tillhöra hovkanslern. År 1793 avskaffades handels- och finansexpeditionen samt ecklesiastikexpeditionen och deras ärenden införlivades i inrikes civilexpeditionens ansvarsområde. Vid tiden för 1809 års statskupp fanns därför endast två tjänstgörande statssekreterare (för inrikes civilexpeditionen och krigsexpeditionen).

#### 1809 års regeringsform
När en konstitutionell rådkammare (statsrådet) skulle upprättas efter statskuppen 1809 framträdde åter motsättningen mellan statssekreterar- och rådsintresset. Enligt det så kallade Håkanssonska förslaget till regeringsform skulle fem ledamöter av statsrådet med titel av statsministrar vara fackministrar och statssekreterarna endast bli biträdande kansliämbetsmän. Å andra sidan yrkades från annat håll att statssekreterarna såsom officiella fackministrar borde tillhöra statsrådet. Lösningen blev en kompromiss. 1809 års regeringsform gav statssekreterarna plats i statsrådet, men endast för att föredra sina egna ärenden. Statsexpeditionerna var nu fyra: kammarexpeditionen, krigsexpeditionen, handels- och finansexpeditionen samt ecklesiastikexpeditionen. Lösningen med statssekreterarna som ett slags permanent adjungerade statsrådsledamöter visade sig fungera dåligt. Statssekreterarna hade god insikt i de egna ärendena, men deltog inte i beslutandet och hade ingen insikt i de övriga statsexpeditionernas ärenden. Statsråden, som skulle ta ställning till ärendena, hade dock inte deltagit i beredningsarbetet och hade därför bristfälliga insikter i ärendena. Lösningen blev att i samband med 1840 års departementalreform avskaffa statssekreterarämbetena. Chefskapet för expeditionerna (från 1840 departementen) samt ansvaret för beredandet och föredragandet av ärendena överflyttades på statsråden.

#### Från 1917
Sedan 1917 är statssekreterare titeln för en nivå av chefstjänstemän i Kungl. Maj:ts kansli, efter 1975 i Regeringskansliet. Varje departement har en eller flera statssekreterare, bortsett från Utrikesdepartementet där motsvarande befattning har titeln kabinettssekreterare. Statssekreterarna leder arbetet under departementschefen och eventuellt andra statsråd. Statssekreterarna var tidigare opolitiska ämbetsmän, men gradvis kom posterna under 1900-talet att besättas med personer av samma politiska tillhörighet som statsråden. Numera är statssekreterarna i princip alltid politiskt tillsatta tjänstemän och de förutsätts avgå vid regeringsskifte eller då statsrådet de arbetar för avgår.

### USA

#### USA:s federala statsmakt
Den engelskspråkiga benämningen för USA:s utrikesminister är Secretary of State (ofta med prefixet U.S. för att särskilja från befattningar i delstaterna). Andra ministrar i kabinettet benämns som Secretary of [portföljens namn], med undantag för justitieministern vars engelspråkiga titel är Attorney General.

#### USA:s delstater
Titeln förekommer även inom delstatsstyrena för en hög befattning inom den verkställande grenen som i de flesta fall ansvarar för genomförandet av allmänna val, bolagsregister, utfärdande av notarius publicus, register för legitimationsyrken samt ansvar för delstatens sigill och kontroll över dess officiella handlingar. Beroende på respektive delstats konstitution är statssekreteraren antingen folkvald eller utnämnd av guvernören.
I tre delstater som saknar viceguvernör (Arizona, Oregon och Wyoming) är statssekreteraren den som ersätter guvernören vid dennes förfall.